# PAZ-3205

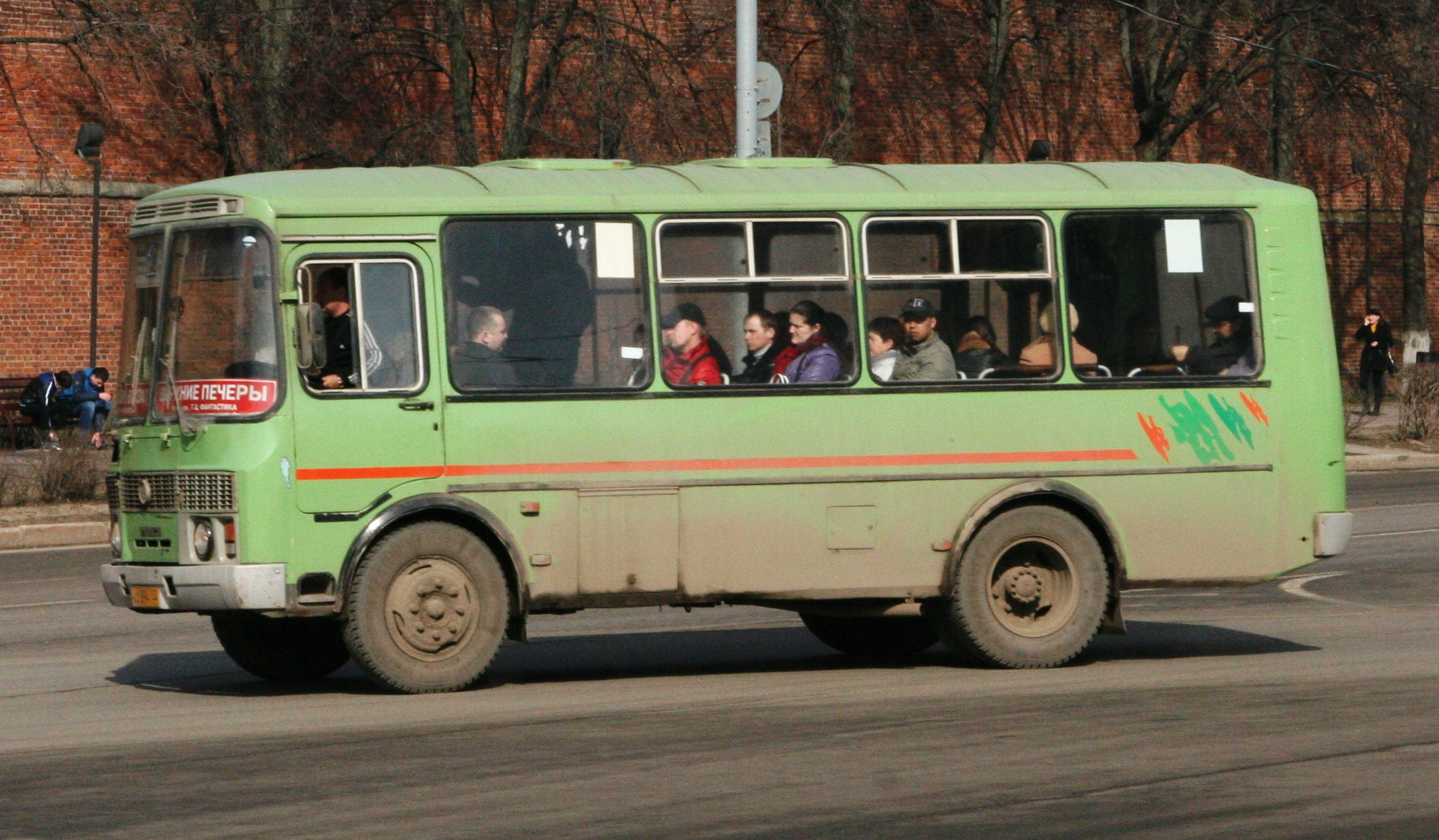
PAZ-3205 v Nižním Novgorodě (2014)

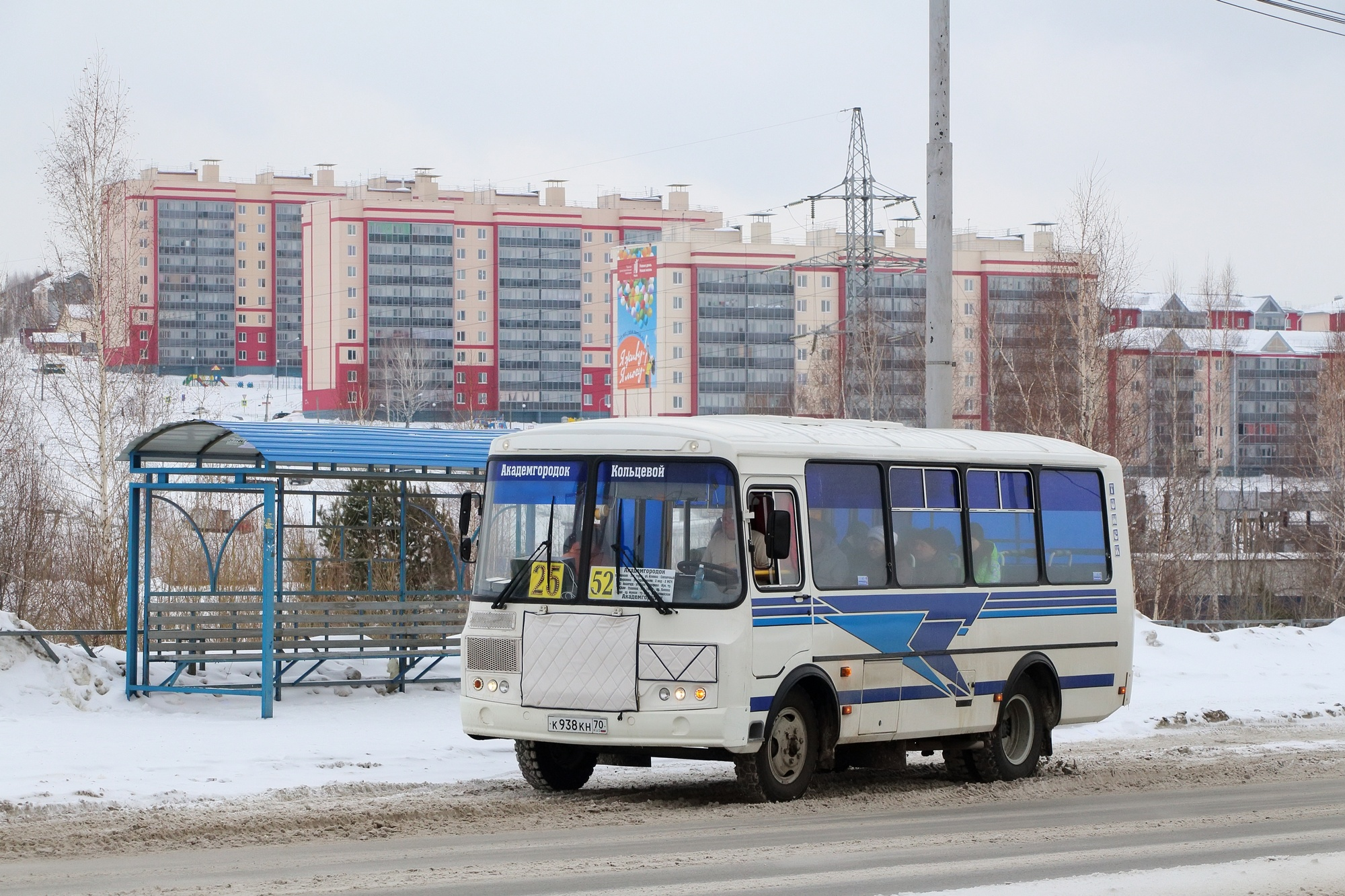
PAZ-3205 s faceliftovanou karoserií v Tomsku (2015). Větrací otvory k motoru jsou proti chladu zakryty.

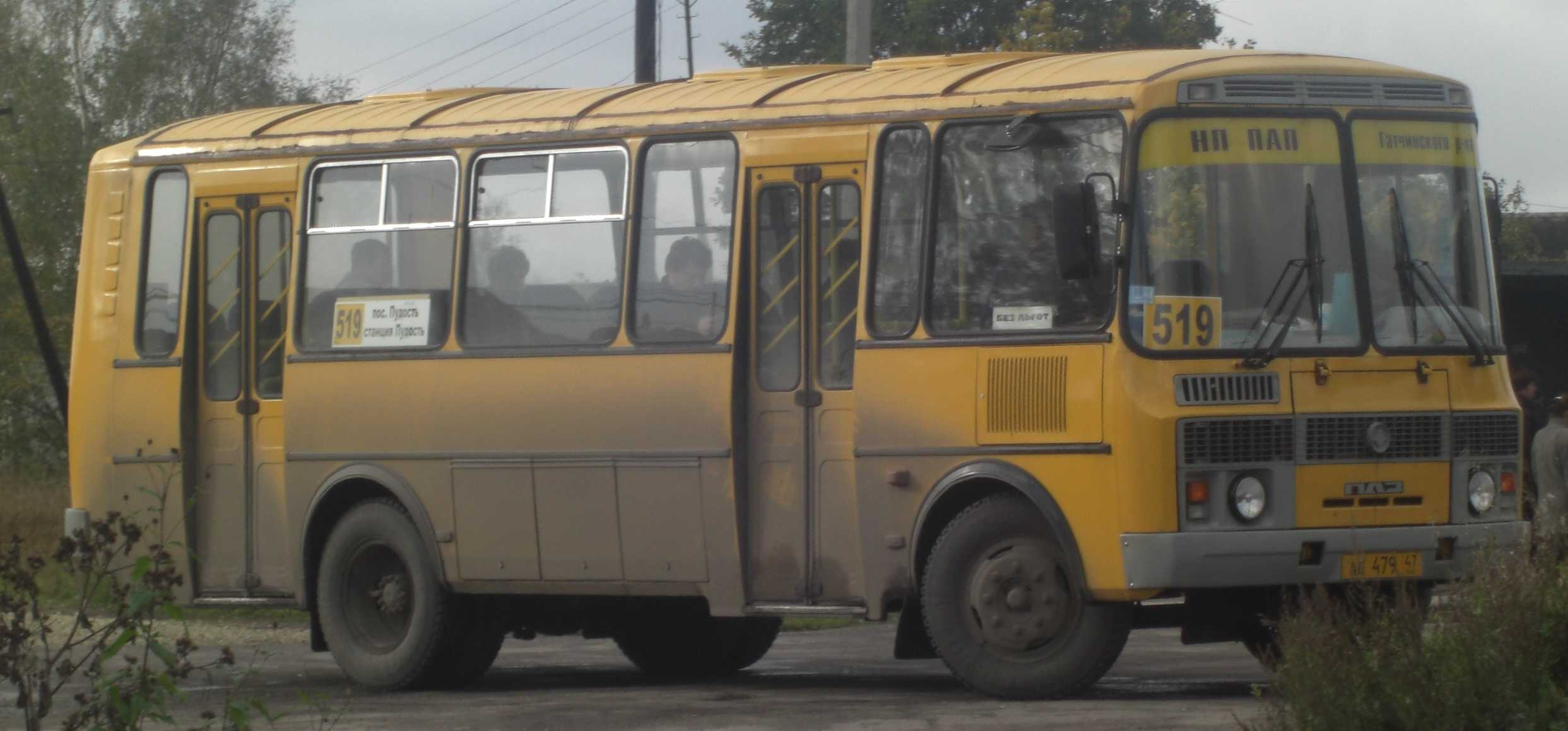
PAZ-4234 s prodlouženou karoserií (2007)

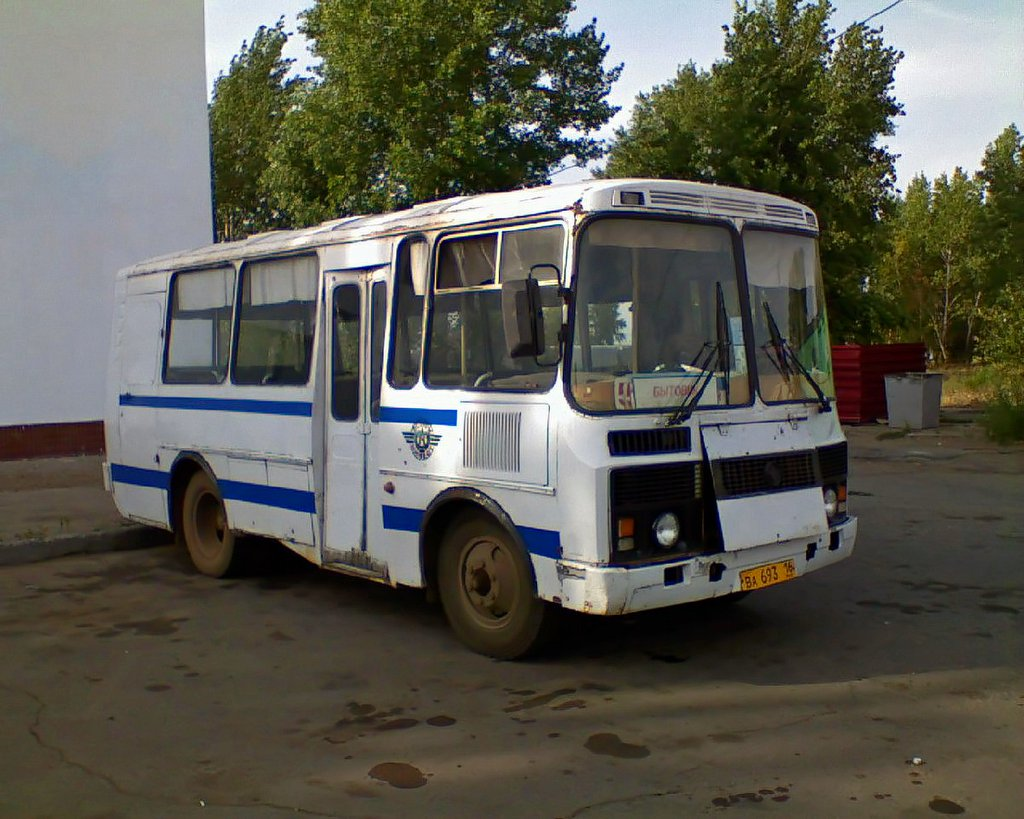
Nejstarší provedení PAZ-3205 (2011)

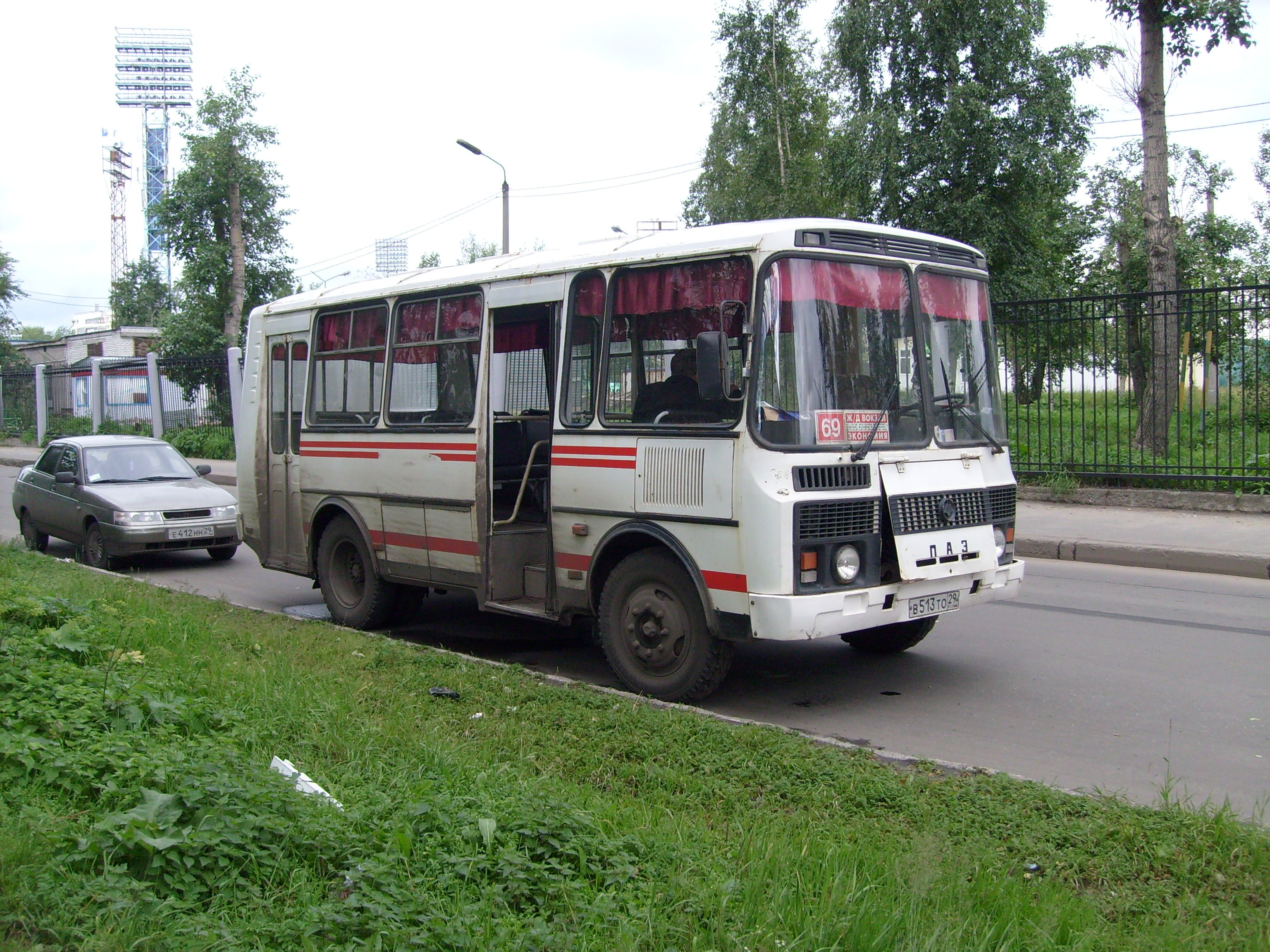
PAZ-32054 s regulérními druhými dveřmi v Archangelsku (2008)

PAZ-3205 je ruský autobus s malou obsaditelností. Výroba začala v roce 1984, tehdy ještě v Sovětském svazu. Výrobce původně užíval název Pavlovský autobusový závod (rusky Павловский автобусный завод ), později byl podnik přejmenován na Pavlovský autobus.

## Historie
Předchůdcem byl typ PAZ-672, po mnoha úpravách se PAZ-3205 vyrábí stále (listopad 2016). Příprava výroby zabrala skoro patnáct let, během kterých bylo vyrobeno několik desítek prototypů a zkušebních vozidel. První zkušební série byla dokončena v roce 1979, sériová výroba začala v roce 1984. Hromadná výroba začala až začátkem prosince 1989, kdy byla úplně ukončena výroba předchozího typu. V červnu 2001 výrobce oslavil vyrobení již 100 000kusu. V roce 2008 proběhla zásadní modernizace, což významně prodloužilo životnost karoserie(z pěti na deset let), do prostoru pro cestující se montuje výkonnější topení a pohodlnější sedadla. Další modernizace spojená s faceliftem proběhla v roce 2014.

## Technické charakteristiky
- Karoserie: samonosná, bezkapotová,
- Pohon: 4×2,
- Počet cestujících celkem: 41,
- Počet míst k sezení: 25,
- Nejvyšší rychlost: 90 km/h,
- Normovaná spotřeba paliva: 19 l/100 km,
- Objem palivové nádrže: 105 l,
- Brzdová soustava: pneumatická, dvouokruhová s ABS,
- Délka: 7 000 mm,
- Šířka: 2 530 mm,
- Výška: 2 880 mm,
- Rozvor: 3 600 mm,
- Celková hmotnost: 7 610 kg,
- Nabízené motory: ZMZ-5234.10, Cummins B 3.9 140 CIV-1, MMZ 245.7,
- Ventilace: tři větrací otvory ve střeše, otevíratelná okénka v bočních oknech,
- Řízení: MAZ-64229 s hydraulickým posilovačem řízení.

## Modifikace
- PAZ-3205 – výchozí verze s jedněmi dveřmi ovládanými řidičem, zážehovým motorem ZMZ-5234.10 a pneumaticko-hydraulickými brzdami, výroba byla ukončena,
- PAZ-3205-20 – kombinovaný osobní a nákladní typ odvozený od základního typu PAZ-3205; vyráběl se v několika verzích s různým objemem nákladního prostoru v zadní části (5,3 až 15 m³); měl 16 míst k sezení,
- PAZ-3205-30 – autobus pro dopravu tělesně postižených; byl vybaven hydraulickým zvedákem a místem pro uchycení invalidních vozíků; do výroby se dostal v roce 1998 a zpočátku byl označen PAZ-3208,
- PAZ-3205-40 – kompletní podvozek, využívající komponenty autobusu PAZ-3205; v sedmdesátých a osmdesátých letech 20. století byly dodávány samostatné podvozky typu PAZ-672 na Kubu, kde na ně byly montovány vlastní karoserie; po ukončení výroby PAZ-672 měly být nahrazeny tímto typem, ale do rozpadu Sovětského svazu bylo dodáno jen několik desítek podvozků nového typu,
- PAZ-3205-50 – luxusní varianta rozpracovaná začátkem devadesátých let 20. století; první prototypy měly označení PAZ-3205T; od standardního provedení se liší použitím měkkých sedadel umístěných na podestě, poličkami na zavazadla nad okny a zavazadlovým prostorem o objemu 2 m³ v zadní části prostoru pro cestující,
- PAZ-3205-60 – severská varianta rozpracovaná v osmdesátých letech 20. století, první prototyp označený jako PAZ-320501 vznikl už v roce 1984; od základní verze se liší lepší termoizolací, dvojitým zasklením a kabinou řidiče zcela oddělenou od prostoru pro cestující; vytápěcí soustava třemi topnými tělesy napojenými na chladicí soustavu motoru,
- PAZ-3205-70 – zpočátku takto byl označován autobus se vznětovým motorem, který se začal vyrábět v roce 1995; ten byl ale přeznačen na PAZ-3205-07 a pod označením PAZ-3205-70 se vyrábí školní autobus; od základní verze se liší čtyřmi nástupními schůdky, z nichž poslední je výklopný, sedáky s vysokým opěradlem, bezpečnostními pásy na každém sedadle a tlačítkem signalizace k řidiči u každého sedadla; autobus je vybaven policemi na zavazadla školáků; je připraveno místo pro dva složené invalidní vozíky; po obvodu karosérie je pruh reflexní barvou a na střeše je reproduktor zvukového systému,
- PAZ-32051 – autobus se dvěma dveřmi ovládanými řidičem pro městský provoz s pneumaticko-hydraulickými brzdami (rozmístění sedadel u jednodveřových a dvoudveřových provedení se liší), už se nevyrábí,
- PAZ-32053 – autobus s jedněmi řidičem ovládanými dveřmi pro příměstský provoz s pneumaticky ovládanými brzdami s ABS,
- PAZ-32053-20 – kombinovaný osobní a nákladní autobus pro dopravu stavařských skupin a nářadí,
- PAZ-32053-27 – kombinovaný osobní a nákladní autobus se vznětovým motorem MMZ 245.7,
- PAZ-32053-50P – autobus s jedněmi dveřmi pro příměstský provoz s vylepšeným interiérem,
- PAZ-3205-57 – příměstský autobus se vznětovým motorem MMZ 245.7,
- PAZ-32053-60 – autobus v severském provedení,
- PAZ-32053-67 – autobus v severském provedení se vznětovým motorem MMZ 245.7,
- PAZ-32053-70 – školní autobus,
- PAZ-32053-77 – školní autobus se vznětovým motorem MMZ 245.7,
- PAZ-32054 – autobus se dvěma řidičem ovládanými dveřmi pro městský provoz, zážehovým motorem ZMZ-5234.10 a pneumaticky ovládanými brzdami s ABS,
- PAZ-32054-03 – autobus se dvěma řidičem ovládanými dveřmi pro městský provoz se vznětovým motorem Cummins B 3.9 140 CIV-1,
- PAZ-3798 – izotermický furgon.